# Trued Bosson
Trued Bosson, född 9 december 1833 i Norra Sandby socken, död 30 oktober 1916 i Källstorps socken, var en svensk präst och teologisk författare.
Bosson var elev vid elementarläroverket i Kristianstad och avlade studentexamen där 1854. Han inskrevs därefter vid Lunds universitet, där han blev filosofie kandidat 1859. Åren 1860–1874 var han kollega i Karlshamn, folkskoleinspektör för Östra, Medelstads samt Listers och Bräkne kontrakt 1874–1876 samt för Östra och Västra Göinge, Östra, Medelstads samt Listers och Bräkne kontrakt 1876–1881. Bosson prästvigdes 1884 och blev 1886 kyrkoherde i Källstorp och Lilla Bedinge (tillträdde 1888). Han var prost i Vemmenhögs kontrakt 1895–1904.